# Okno połaciowe

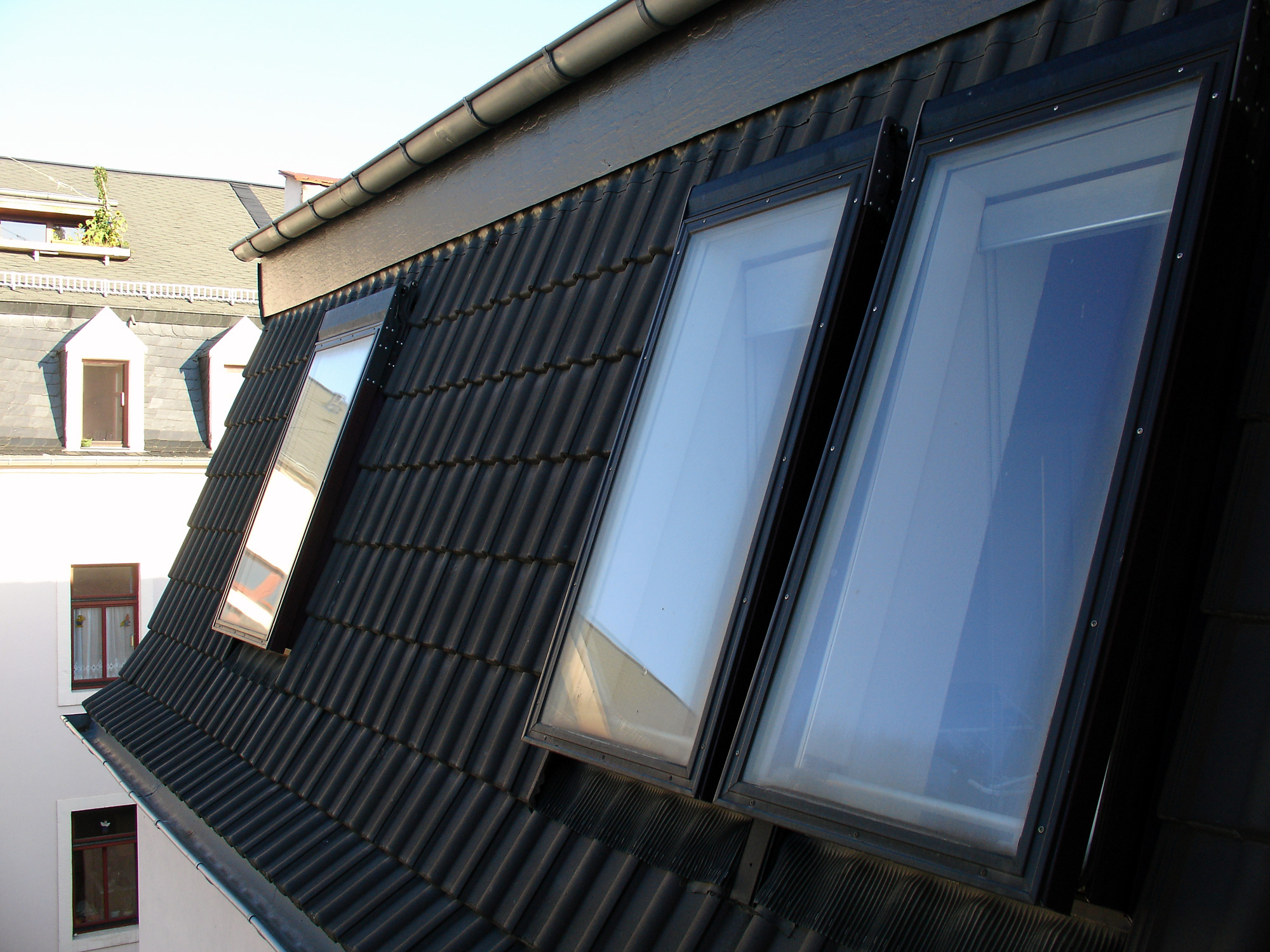
Okna połaciowe

Okno połaciowe  lub okno dachowe - element budowlany montowany bezpośrednio w połaci dachu w celu oświetlenia i wentylacji pomieszczeń poddasza. Umieszczenie w skośnej powierzchni dachu, w przeciwieństwie do okien fasadowych. Otwierane najczęściej przez obrót dookoła poziomej osi przechodzącej przez środek okna. Niektóre modele okien połaciowych oferują dodatkowe funkcje poprawiające izolację termiczną, takie jak przyciemnianie szyb, co może chronić przed nadmiernym nagrzewaniem się pomieszczeń w lecie. 